# Campeonato Sergipano de Futebol de 1984
O Campeonato Sergipano de Futebol de 1984 foi a 61º edição da divisão principal do campeonato estadual de Sergipe. O campeão foi o Sergipe que conquistou seu 21º título na história da competição. O artilheiro do campeonato foi Zé Raimundo, jogador do Confiança, com 19 gols marcados.

## Equipes participantes
| - Associação Desportiva Confiança (Aracaju) - Estanciano Esporte Clube (Estância) - Associação Olímpica de Itabaiana (Itabaiana) - Lagarto Esporte Clube (Lagarto) | - Esporte Clube Propriá (Propriá) - Sport Clube Santa Cruz (Estância) - Club Sportivo Sergipe (Aracaju) - Vasco Esporte Clube (Aracaju) |

## Premiação
| Campeonato Sergipano de 1984 |
| Aracaju                      |
| ---------------------------- |
| Sergipe Campeão (21º título) |